# Johannes Everts
Johannes Everts (ook: J. Everts jr.) (Rotterdam, 17 oktober 1878 – Zoeterwoude, 27 september 1945) was een Nederlands letterkundige.

## Biografie
Everts was lid van de familie Everts en een zoon van Johannes Everts (sr.) (1845-1909), wijnkoper en lid van de gemeenteraad van Kralingen en diens nicht Johanna Henrietta Everts (1843-1922). Hij trouwde in 1903 met Alida Burgerhout (1873-1917) en in 1919 met de violiste Eisabeth Anna Alphonsa Antonia Schultze (1886-1963), uit welk huwelijk drie dochters werden geboren. De jongste dochter Elisabeth Everts (1920-1948) was klassiek pianiste en kwam om bij een vliegtuigongeluk bij Andir; haar moeder richtte daarop de Stichting Elisabeth Everts Fonds op die de Elisabeth Evertsprijs toekent.
Everts debuteerde in 1901 met Eerste werk. In 1907 publiceerde hij Uit het leven van een hypochonder (met een bandillustratie van Herman Teirlinck) die nog in 1956 werd aangeprezen door Clara Eggink. Hij schreef ook drie toneelstukken en verschillend journalistiek werk.
Everts was in 1910 een van de ondertekenaars van een protestbrief van letterkundigen tegen de spelling-Kollewijn.